# Secrétaire d'État aux Affaires religieuses (RDA)
Le secrétaire d'État aux Affaires religieuses de la République démocratique allemande (Staatssekretär für Kirchenfragen der DDR) était le responsable politique chargé des relations de l'État avec les églises et les communautés religieuses. En 1989, au sein du cabinet Modrow, le secrétariat d'État est élevé au rang de ministère.

## Liste des secrétaires d'État
- 1957-1960 : Werner Eggerath
- 1960-1979 : Hans Seigewasser
- 1979-1988 : Klaus Gysi
- 1988-1989 : Kurt Löffler
- 1989-1990 : Lothar de Maizière